# Expert Review of Medical Devices
Expert Review of Medical Devices è una rivista medica mensile sottoposta a revisione paritaria, che si occupa di ricerca sull'uso clinico dei dispositivi medici. È stata fondata nel 2004 ed è pubblicata da Informa.
Secondo il Journal Citation Reports, nel 2013 la rivista ha ricevuto un fattore di impatto pari a 1,784. Al 2025 l'indice H è pari a 81.